# Kreva
Kreva (bělorusky: Крэва; litevsky: Krėva; polsky: Krewo; rusky: Крéво) je obec, oficiálně zemědělské sídlo (ahraharadok), nacházející na území dnešního Běloruska, ve Hrodenské oblasti. První zmínka o obci pochází ze 13. století. Její název je patrně odvozen od kmene Krivičů. Významnou památkou je Krevský hrad, z něhož ovšem zbyly jen ruiny, mj. kvůli bojům první světové války. Nechal ho vystavět litevský panovník Gediminas. Roku 1385 byla v Krevu podepsána dohoda o personální unii Polského království a Litevského velkoknížectví. Této unii se pak podle místa vzniku říkalo Krevská unie. V roce 1387 byl v obci postaven dodnes existující (ovšem silně barokizovaný) kostel sv. Marie. Do druhé světové války v obci žila zhruba pětisethlavá židovská komunita. V roce 1942 byla deportována do táborů ve Vilniusu a v Ašmjany. V této komunitě se narodil i rabín Nathan Mileikowsky, praděd izraelského premiéra Benjamina Netanjahua. K roku 2004 měla obec 726 obyvatel.